# Robert Thelen

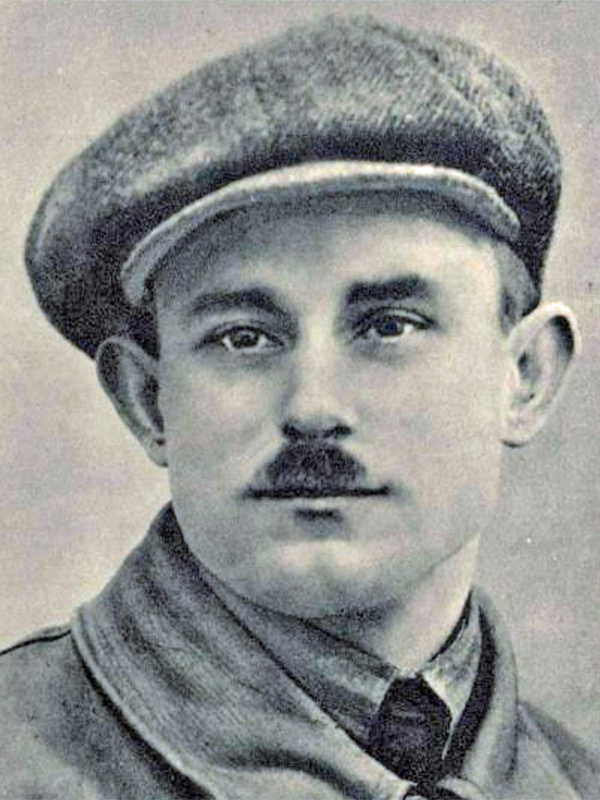
Robert Thelen (Flugsport 1911, Nr. 13)

Robert Thelen (* 23. März 1884 in Nürnberg; † 23. Februar 1968 in Berlin-Hirschgarten) war ein deutscher Ingenieur, Pilot und Luftfahrtpionier.

## Leben
Robert Thelen kam als Sohn von Margarethe und Hermann Thelen in Nürnberg zur Welt, er hatte noch zwei Schwestern und zwei Brüder. Sein Vater führte ab 1900 die „Berliner Fabrik für Brauereibedarf, Gebr. Thelen“ und errichtete um 1904 für seine Familie eine Villa in der Kolonie Hirschgarten, Eschenallee 5 (heute Wißlerstraße 15).
Robert verbrachte seine Schulzeit am Sophien-Realgymnasium zu Berlin und legte dort im August 1903 die Reifeprüfung ab. Nach einem einjährigen Volontariat in der Berliner Maschinenbau AG begann er im Oktober 1904 ein Studium in der Fachrichtung Maschineningenieurwesen an der Technischen Universität Berlin, wo er im Juni 1909 sein Diplom als Maschineningenieur erhielt. Der Titel seiner Diplomarbeit lautete: „Antriebsmaschine für einen Flieger“.

### Kaiserzeit
Thelen begeisterte sich bereits während seines Studiums für die Fliegerei und kaufte sich im Herbst 1909 einen Wright-Doppeldecker. Zeitgleich begann er bei der „Flugmaschine Wright-Gesellschaft mbH“ mit der Fliegerausbildung und leitete mit Paul Engelhard Fliegerschulungen für potenzielle Kundschaft in St. Moritz.
Fridolin Keidel war Thelens Fluglehrer, mit dem er fünf Übungsflüge und einen ungenehmigten Soloflug absolvierte. Am 11. Mai 1910 erhielt Thelen vom Deutschen Luftschiffer-Verband die Fluglizenz Nummer 9.
Bereits vier Tage später nahm er an der vom 10. bis 16. Mai stattfindenden 2. Johannisthaler Internationalen Flugwoche teil, stürzte jedoch mit seinem Wright-Doppeldecker ab. Nach der Reparatur absolvierte er als erster deutscher Pilot am 11. Juli 1910 einen über das Flugplatzgelände hinausgehenden Rundflug, der ihn in 25 Minuten vom Flugplatz Johannisthal über Adlershof und Grünau zu den Müggelbergen und zurück entlang der Dahme und über Adlershof wieder zum Flugplatz Johannisthal führte. Im selben Jahr beschloss die Adlershofer Gemeindevertretung, die Thelenstraße nach ihm zu benennen. Während der Berliner Flugwoche vom 7. bis 13. August 1910 gewann Thelen mehrere Preise, darunter den Höhenpreis.
In den folgenden Monaten bildete Thelen als Fluglehrer bei der im gleichen Jahr gegründeten Ad Astra Flug G.m.b.H. andere Piloten aus, darunter Melli Beese. Auch nahm er an weiteren Veranstaltungen teil, darunter an einem Überlandflug von Frankfurt nach Mannheim vom 16. bis 22. August 1910 und einem von Trier nach Metz vom 27. September bis zum 1. Oktober 1910, wo er den zweiten Preis sowie mehrere Ehrenpreise gewinnen konnte. Ein Großereignis der Fliegerei stellte die vom 9. bis zum 16. Oktober 1910 ausgerichtete Nationale Flugwoche in Johannisthal dar. Thelen beteiligte sich und konnte einige Auszeichnungen erringen, darunter den Bleichröder-Preis und den Preis für den längsten Passagierflug. Zwei Wochen später war er am 30. Oktober 1910 einer der Teilnehmer am ersten deutschen Luftrennen von Bork nach Johannisthal. Das Jahr 1911 begann für Thelen mit einem Überlandrundflug mit den Etappen Gotha–Weimar–Erfurt–Gotha. Es folgten der Deutsche Zuverlässigkeitsflug (19.–27. Mai) in Offenburg, den er aber vorzeitig wegen einer Bruchlandung gegen einen Baum beenden musste, sowie der Deutsche Rundflug vom 11. Juni bis zum 10. Juli 1911, wo Thelen mehrere Preisgelder in Höhe von insgesamt 15.892 RM erringen konnte. Doch nicht nur in Deutschland war Thelen erfolgreich. Im Spätsommer 1911 hielt er sich in Dänemark auf, wo er am dortigen Rundflug teilnahm. Großes Aufsehen erregte in den örtlichen Medien sein 80-km-Flug von Aarhus nach Kopenhagen, der auch über das Seegebiet des Kattegatts führte und ihm einen Preis des Kopenhagener Tageblatts einbrachte.
An der 1912 eröffneten Adlershofer Luftfahrerschule war er als Dozent tätig. Bis zum Beginn des Ersten Weltkrieges errang er noch mehrere Flugrekorde (Größte Flughöhe, längste zurückgelegte Distanz, höchstes transportiertes Nutzgewicht). So stellte er am 20. März 1914 mit 3700 m den Höhenrekord für ein Flugzeug mit drei Passagieren auf.

### Erster Weltkrieg

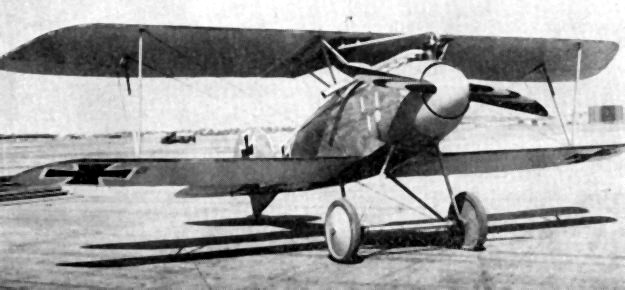
Albatros D.III

Während des Ersten Weltkrieges war Thelen bei den Albatros Flugzeugwerken als Testpilot und Konstrukteur angestellt; zur selben Zeit war Ernst Heinkel für den Entwurf von Bombenflugzeugen zuständig. Zu Thelens Konstruktionen gehörte die Albatros D.III, eines der meistverwendeten Jagdflugzeuge der Luftstreitkräfte. Als Testpilot flog er die in Friedrichshagen gebauten Albatros-Wasserflugzeuge.

### Weimarer Republik
Nach dem Krieg leitete Thelen zunächst den Betrieb seines Vaters, bevor er 1926 Leiter der Prüfabteilung der Deutschen Versuchsanstalt für Luftfahrt in Adlershof wurde.

### Zeit des Nationalsozialismus
Als die DVL 1933 nach dem Machtantritt der Nationalsozialisten dem neugeschaffenen Reichsluftfahrtministerium unterstellt wurde, übernahm ihn die Behörde als Oberstingenieur. Im Alter von 60 Jahren erreichte Thelen 1944 die Pensionierungsgrenze und schied am 30. November 1944 als Oberst des ingenieurtechnischen Flugwesens aus dem Reichsluftfahrtministerium aus. Trotz seiner Pensionierung war er ab Januar 1945 als freier Berater bei der „Prüfstelle für Lösbare Verbindungsteile“ beim Reichsminister für Rüstung und Kriegsproduktion tätig.

### Nachkriegszeit
Nach Kriegsende wurde das Haus von Robert Thelen durch die Sowjetarmee beschlagnahmt und seine Familie wohnte längere Zeit in der Garage vor dem Haus.
Trotzdem entschied sich die Familie, in der DDR zu bleiben. Robert Thelen lebte bis zu seinem Tod in der von seinem Vater erbauten Villa in Berlin-Hirschgarten.
Robert Thelen wurde im Grab der Familie auf dem Evangelischen Friedhof Berlin-Friedrichshagen beigesetzt. Obwohl die Liegezeit des Grabes seit Jahren abgelaufen ist, befindet es sich in gutem Zustand. Der Heimatverein Köpenick bemüht sich bei der Evangelischen Christophorus-Gemeinde Friedrichshagen um eine Bestandsgarantie für das Grab.

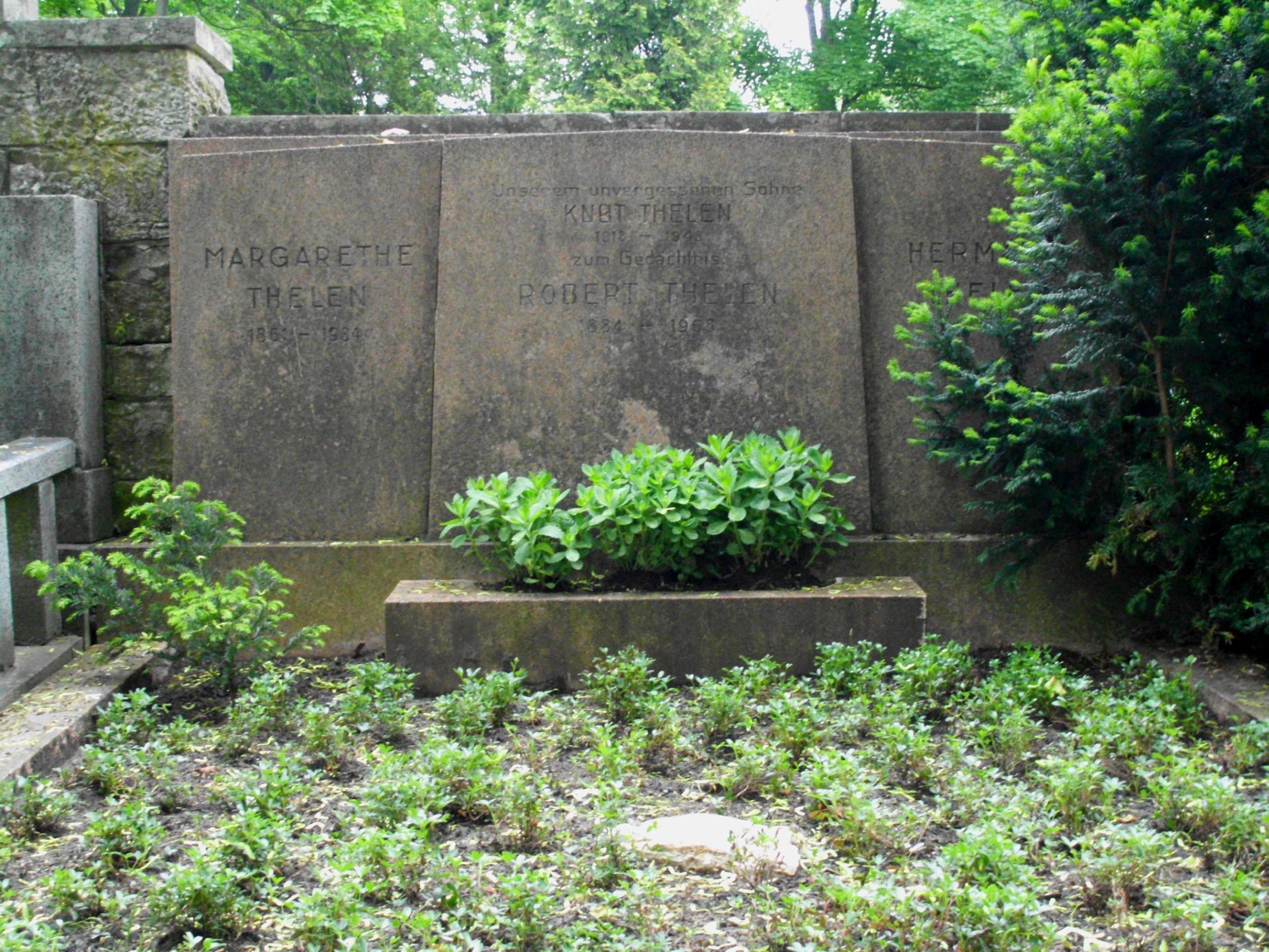
Grabanlage der Familie Thelen auf dem Friedhof Berlin-Friedrichshagen (Zustand 2013)
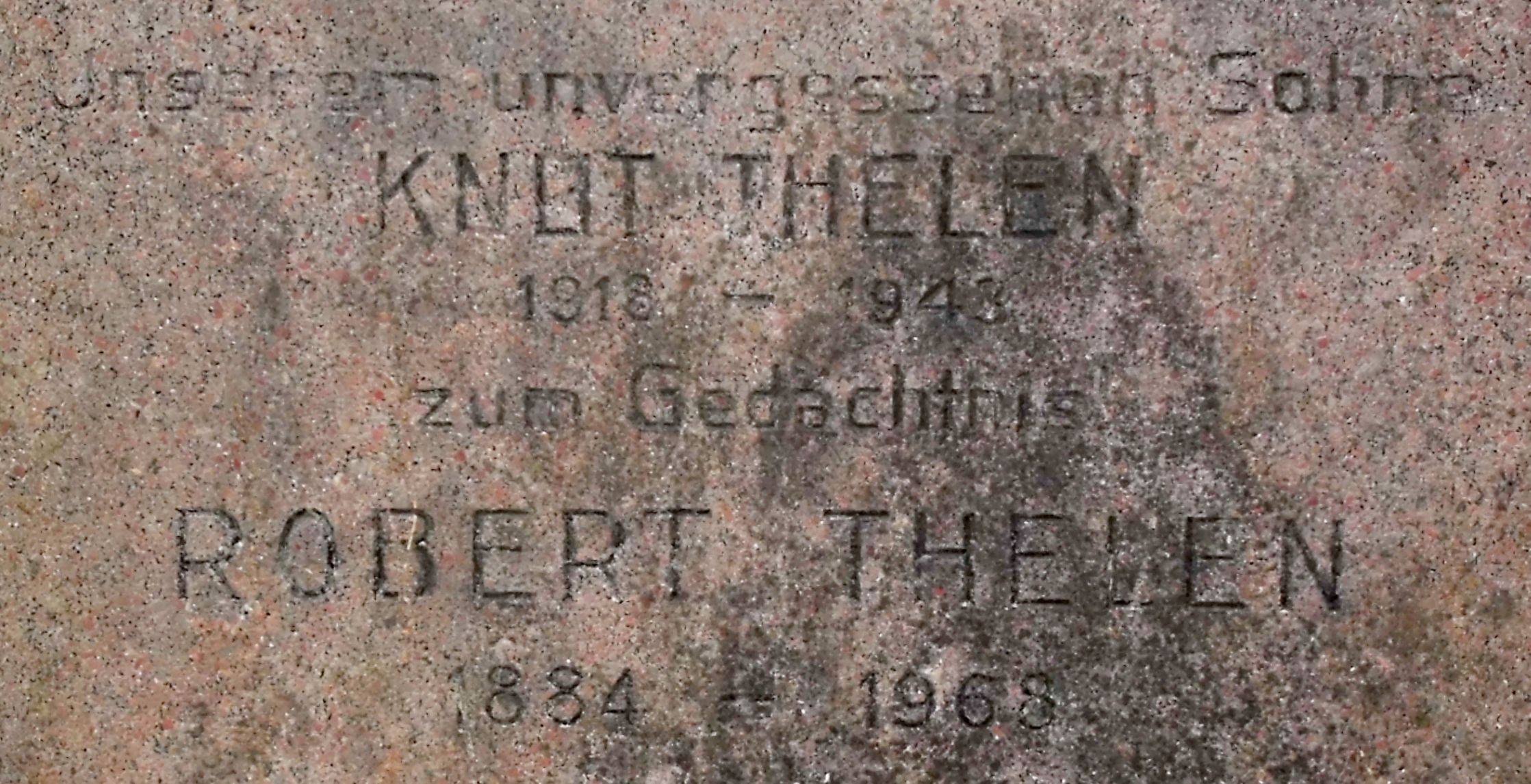
Inschrift des Grabmals für Robert Thelen und seinen im Zweiten Weltkrieg gefallenen Sohn Knut
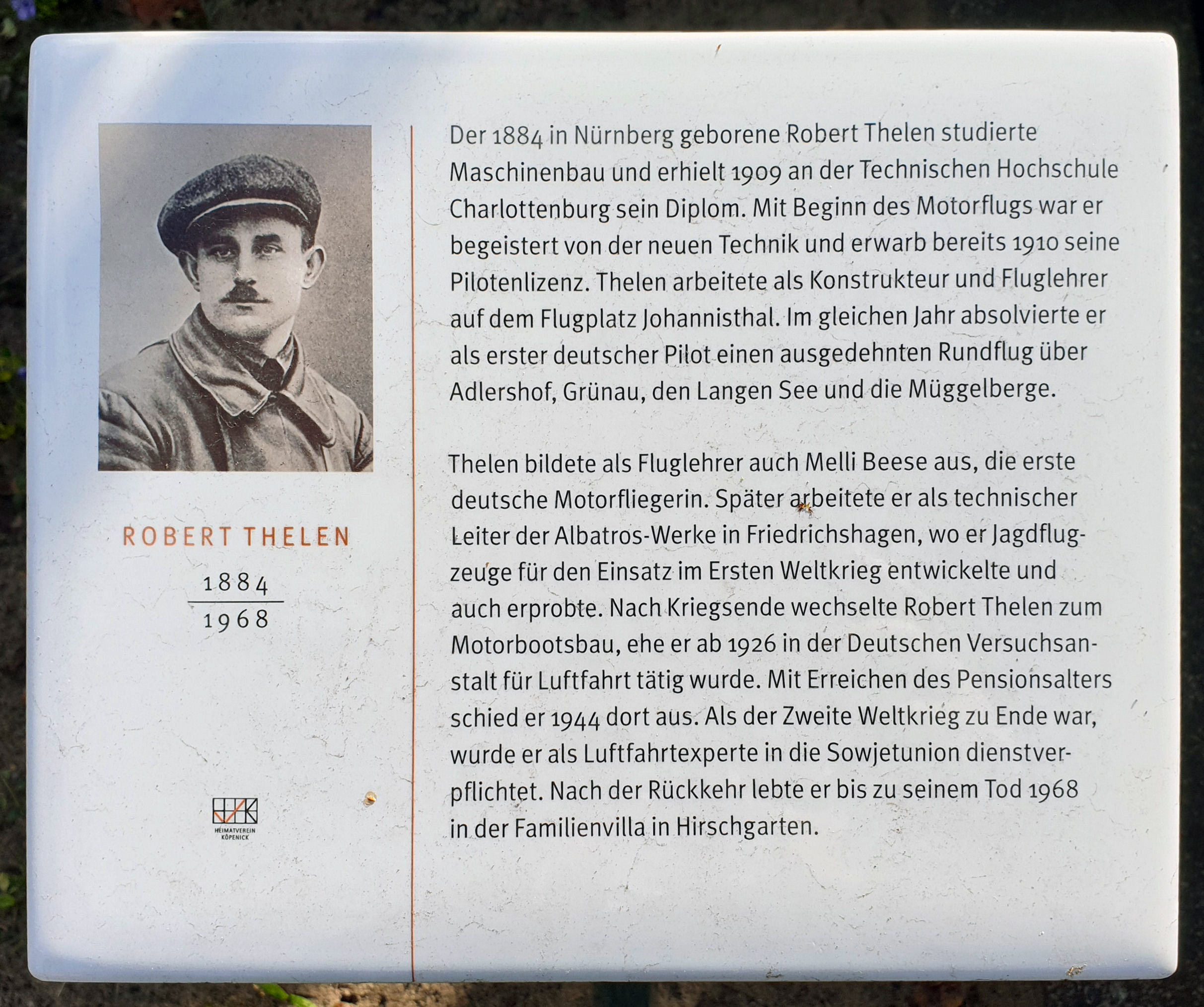
Gedenktafel an der Grabanlage der Familie Thelen